# Lathicrossa
Lathicrossa is een geslacht van vlinders van de familie sikkelmotten (Oecophoridae), uit de onderfamilie Oecophorinae.

## Soorten
- L. leucocentra Meyrick, 1884
- L. prophetica Meyrick, 1927